# Erhaltungszustand (Naturschutz)
Der Erhaltungszustand im Natur- und Artenschutz ist eine Bewertung der Einflüsse, die sich auf die Verbreitung und die Größe der Populationen von geschützten Arten auswirken beziehungsweise auf die Verbreitung und Artenausstattung von geschützten Biotoptypen (in diesem Zusammenhang Lebensraumtypen genannt). Der Ausdruck ist vor allem im Zusammenhang mit der sogenannten FFH-Richtlinie der EU gebräuchlich. Auch in der Vogelschutzrichtlinie der EU wird davon gesprochen, „die Bestände der relevanten Vogelarten zu erhalten bzw. zu verbessern“ (Artikel 2).
Im Gegensatz zur FFH-Richtlinie wird in der Roten Listen gefährdeter Arten oder Lebensräume nicht der Erhaltungszustand angegeben, sondern die Arten werden aufgrund von Expertengutachten in Gefährdungskategorien eingestuft, die den Grad der Gefährdung wiedergeben. Erhaltungszustand und Gefährdungsgrad sind in etwa umgekehrt proportional: „günstiger“ Erhaltungszustand entspricht einem geringen oder keinem Gefährdungsgrad. Sie sind aber im Detail etwas anders definiert. Bedeutsam ist im Artenschutz insbesondere die Definition des „günstigen“ Erhaltungszustands gemäß FFH-Richtlinie, weil dieser rechtliche Wirkung besitzt, während die Einstufung in eine Gefährdungskategorie der Roten Liste für Mitgliedsstaaten der EU keine gesetzliche Wirkung hat.

## Gefährdungsgrad in den Roten Listen

Gefährdungskategorien: englische und deutsche Bezeichnungen

In den Roten Listen gefährdeter Arten oder Lebensräume wird die Gefährdungssituation in mehreren Stufen zwischen ungefährdet und ausgestorben angegeben.
Die von der Weltnaturschutzunion (IUCN) festgelegten Gefährdungskategorien kommen immer mehr auch in nationalen Roten Listen zur Anwendung. In regionalen oder älteren Roten Listen sind jedoch sehr häufig noch andere Bezeichnungen zu finden.

## Erhaltungszustand entsprechend der Fauna-Flora-Habitat-Richtlinie
In der Fauna-Flora-Habitat-Richtlinie wird der Begriff des Erhaltungszustands getrennt für Lebensräume und Arten definiert:
- Der Erhaltungszustand eines natürlichen Lebensraums wird durch die Gesamtheit der Einwirkungen, die den betreffenden Lebensraum und die darin vorkommenden charakteristischen Arten beeinflussen und die sich langfristig auf seine natürliche Verbreitung, seine Struktur und seine Funktionen sowie das Überleben seiner charakteristischen Arten auswirken können, bestimmt (Artikel 1 lit. e Richtlinie 92/43/EWG):

„Der Erhaltungszustand eines natürlichen Lebensraums wird als günstig erachtet, wenn sein natürliches Verbreitungsgebiet sowie die Flächen, die er in diesem Gebiet einnimmt, beständig sind oder sich ausdehnen und die für seinen langfristigen Fortbestand notwendige Struktur und spezifischen Funktionen bestehen und in absehbarer Zukunft wahrscheinlich weiterbestehen werden.“

- Der Erhaltungszustand einer Art wird durch die Gesamtheit der Einflüsse, die sich langfristig auf die Verbreitung und die Größe der Populationen der betreffenden Arten auswirken können, bestimmt (Artikel 1 lit. i Richtlinie 92/43/EWG):[3]

„Der Erhaltungszustand wird als günstig betrachtet, wenn aufgrund der Daten über die Populationsdynamik der Art anzunehmen ist, daß diese Art ein lebensfähiges Element des natürlichen Lebensraumes, dem sie angehört, bildet und langfristig weiterhin bilden wird, und das natürliche Verbreitungsgebiet dieser Art weder abnimmt noch in absehbarer Zeit vermutlich abnehmen wird und ein genügend großer Lebensraum vorhanden ist und wahrscheinlich weiterhin vorhanden sein wird, um langfristig ein Überleben der Populationen dieser Art zu sichern.“

Entsprechend Artikel 17 der Fauna-Flora-Habitat-Richtlinie müssen die EU-Mitgliedsstaaten alle sechs Jahre einen Bericht erstellen, der unter anderem den Erhaltungszustand für alle Arten und Lebensraumtypen (zusammen als Schutzgüter bezeichnet), die in den Anhängen der Fauna-Flora-Habitat-Richtlinie gelistet sind und in dem jeweiligen EU-Staat ihr natürliches Verbreitungsgebiet haben, angibt. Die Bewertung muss jeweils getrennt nach den biogeografischen Regionen der EU vorgenommen werden und erfolgt in einem dreistufigen System:
| Code | Farbe | Kategorie (englisch)    | Kategorie (deutsch)    | Bedeutung (Kurzform) |
| ---- | ----- | ----------------------- | ---------------------- | --- |
| FV   |       | favourable              | günstig                | Das Schutzgut ist ungefährdet, das Verbreitungsgebiet und der zur Verfügung stehende Lebensraum nehmen nicht ab und sind so bemessen, dass die Population weiterhin überlebensfähig ist (vollständige Definition siehe Artikel 1 lit. e und i Richtlinie 92/43/EWG). |
| U1   |       | unfavourable–inadequate | ungünstig–unzureichend | Das Schutzgut ist noch nicht akut gefährdet, es sind aber konkrete Maßnahmen erforderlich, um das Schutzgut in einen günstigen Erhaltungszustand zu bringen. |
| U2   |       | unfavourable–bad        | ungünstig–schlecht     | Das Überleben des Schutzgutes ist zumindest regional stark gefährdet. |
| XX   |       | unknown                 | unbekannt              | Die vorliegenden Daten zu einem Schutzgut reichen für eine Bewertung des Erhaltungszustands nicht aus. |

Um eine Vergleichbarkeit über alle EU-Mitgliedsstaaten hinweg zu erhalten, ist die Methodik zur Bestimmung des Erhaltungszustands einheitlich festgelegt. Neben dem eigentlichen Erhaltungszustand eines Schutzgutes werden für jede Art und jeden Lebensraumtyp mehrere Parameter (natürliches Verbreitungsgebiet, Populationsgröße, Zustand des Arthabitats, Flächengröße eines Lebensraums und so weiter) bewertet und Kurz- und Langzeittrends erfasst.
Gegenwärtig wird der Günstige Erhaltungszustand von Wolfspopulationen in Bezug auf die Wölfe in Deutschland zum Thema für einige Landesregierungen und den Deutschen Bundestag.